# 東村山浄水場
東村山浄水場（ひがしむらやまじょうすいじょう、英語: Higashi-Murayama Purification Plant）は、東京都東村山市にある東京都水道局の浄水場である。「東京都四大浄水場」のひとつで、全体の18.4%を担う。

## 概要
西武新宿線・西武国分寺線東村山駅から南西1kmに位置し、西北部には村山貯水池（多摩湖）・山口貯水池（狭山湖）のある狭山丘陵を望む。
1932年（昭和7年）、東京市第二水道拡張事業として小河内貯水池（奥多摩湖）とともに事業着手し、戦争による中断を挟み、1960年（昭和35年）8月16日に通水開始した。
当初原水は多摩川水系のみだったが、1964年に荒川、1965年に利根川水系が接続され、さらに淀橋浄水場を統合して東京都最大の浄水場になった。
現在の水源は多摩湖、狭山湖、玉川上水、荒川（秋ヶ瀬取水堰）の4ヶ所を主体とし、さらに朝霞浄水場と原水連絡管で結ばれており、利根川系原水の順送により大量の浄水処理が可能である。また多摩川系原水を朝霞浄水場に逆送して相互に融通する事も出来る。比較的標高の高い場所に位置しているので、区部へは自然流下で送水しており、広域大規模停電時や震災時のバックアップ施設としての役割も有している。
東京都水道局初のコージェネレーションシステムとして常用発電設備が導入され、太陽光発電や水力発電、風力発電の電力エネルギー利用が多いという特色を持つ。ただし風力発電は旧式かつ小規模な風車しか持たず、立地条件の悪さと相まって、さしたる効果は得られていない。
2001年（平成13年）2月、ISO14001取得。正式部署名は「東京都水道局東村山浄水管理事務所」。同浄水管理事務所は小作浄水場、境浄水場、玉川浄水場、長沢浄水場、砧浄水場も統括。

## 東村山浄水場の設備

### 浄水設備
- 接合井
- 着水井
- 混和池
- フロック形成池
- 薬品沈殿池
- 急速ろ過池
- 配水池
- 第二急速ろ過場
- 配水ポンプ所
- 薬品処理所
- 活性炭注入所
- 洗浄排水池
- 排水処理施設
- 原水連絡管

### 受変電・発電設備
- 受変電所
- 常用発電設備
- 水力発電設備
- 風力発電設備
- 太陽光発電設備

## アクセス
- 西武新宿線・西武西武園線・西武国分寺線東村山駅西口下車。徒歩20分。
- 東村山駅西口もしくは久米川駅南口から グリーンバス（西武バスが受託運行）で「浄水場西」・「浄水場東」バス停下車（2017年8月31日までの実証運行）

## 参考資料
1. ↑  他は、朝霞24.8%、金町21.9%、三郷16.0%で、いずれも利根川・荒川水系。浄水施設の紹介水道事業紹介 東京都水道局
2. ↑  東京水道の歴史 東京都水道歴史館
3. ↑  水とみどりの散歩道 東村山市
4. ↑  東大和ウォーキングマップ 野火止用水編 東大和市